# Flächensatz von Bieberbach
Zu den zahlreichen Resultaten, die der Mathematiker Ludwig Bieberbach (1886–1982) auf dem mathematischen Gebiet der Funktionentheorie beigetragen hat, gehört ein Lehrsatz, der von manchen Autoren als Flächensatz von Bieberbach bezeichnet wird. Dieser Lehrsatz liefert eine mathematische Formel für den Flächeninhalt der Bildmenge einer Kreisscheibe in der komplexen Zahlenebene unter einer schlichten holomorphen Funktion.

## Formulierung des Satzes
Der bieberbachsche Flächensatz lässt sich wie folgt formulieren:
Gegeben seien in der komplexen Ebene eine den Nullpunkt {\displaystyle 0\in \mathbb {C} } enthaltende offene Teilmenge {\displaystyle U\subseteq \mathbb {C} }  und darin enthalten für eine reelle Zahl {\displaystyle r>0} die um den Nullpunkt gelegene abgeschlossene Kreisscheibe {\displaystyle {\bar {S}}(0,r)=\{\,z\in \mathbb {C} \colon |z|\leq r\,\}}  vom Radius {\displaystyle r}.
Weiter gegeben sei eine schlichte holomorphe Funktion {\displaystyle w\colon U\to \mathbb {C} } , welche für {\displaystyle z\in {\bar {S}}(0,r)} stets die Taylorreihenentwicklung {\displaystyle \textstyle w(z)=\sum _{n=0}^{\infty }{c_{n}z^{n}}\;(c_{n}\in \mathbb {C} \;,\;n=0,1,2,\dotsc )} haben soll.
Dann lässt sich der Flächeninhalt  {\displaystyle A} der Bildmenge {\displaystyle w\left({\bar {S}}(0,r)\right)} nach der Formel
{\displaystyle A=\pi \cdot \sum _{n=1}^{\infty }{n\cdot |c_{n}|^{2}\cdot r^{2n}}}
berechnen.

## Verwandter Flächensatz
Mit dem obigen Flächensatz von Bieberbach eng verwandt ist ein weiterer als Flächensatz (englisch area theorem) bekannter Lehrsatz, welcher Einar Hille zufolge von Thomas Hakon Grönwall im Jahre 1914 gefunden wurde. Dieser Flächensatz  lässt sich folgendermaßen angeben:
Gegeben sei in der komplexen Ebene das Gebiet {\displaystyle G:=\mathbb {C} \setminus {\bar {S}}(0,1)}, also das Äußere des abgeschlossenen Einheitskreises.
Weiter gegeben sei eine schlichte  holomorphe Funktion {\displaystyle w\colon G\to \mathbb {C} } , welche für {\displaystyle z\in G} stets die Darstellung {\displaystyle \textstyle w(z)=z+b_{0}+\sum _{n=1}^{\infty }{\frac {b_{n}}{z^{n}}}\;(b_{n}\in \mathbb {C} \;,\;n=0,1,2,\dotsc )} haben und deren Bildmenge {\displaystyle w(G)\,} eine offene Umgebung von {\displaystyle \infty } sein soll.
Dann gilt die Ungleichung
{\displaystyle \sum _{n=1}^{\infty }{n\cdot |b_{n}|^{2}}\leq 1}.